# Jarosław Wyszniak
Jarosław Wasylowycz Wyszniak, ukr. Ярослав Васильович Вишняк (ur. 22 lipca 1982 w Kijowie) – ukraiński piłkarz, grający na pozycji pomocnika, trener piłkarski.

## Kariera piłkarska

### Kariera klubowa
Wychowanek klubów Refryżerator Fastów, CSKA Kijów i Dynamo Kijów. 9 kwietnia 2000 rozpoczął karierę piłkarską w drugiej drużynie klubu Zirka Kirowohrad, a od sezonu 2000/01 bronił barw pierwszej drużyny. W 2002 został wypożyczony do Rosi Biała Cerkiew, a w 2003 do Olimpii FK AES. Po bankructwie Zirki przeniósł się do Metałurha Zaporoże, gdzie spędził tylko jeden sezon i stał się jednym z głównych graczy zespołu. Następnie przez pół roku grał na zasadach wypożyczenia w Zorii Ługańsk. W styczniu 2006 klub wykupił kontrakt piłkarza. 24 września 2006 opuścił ługański klub. Na początku 2007 zasilił skład MFK Mikołajów. Latem 2007 został zaproszony do Zakarpattia Użhorod. W marcu 2008 przeniósł się do Obołoni Kijów. W styczniu 2009 kijowski klub odmówił przedłużenia kontraktu, a od kwietnia 2009 piłkarz bronił barw Wołyni Łuck. W lipcu 2009 został piłkarzem Nywy Tarnopol, jednak już we wrześniu został skreślony z listy zawodników zespołu. Następnie występował w amatorskim Inter Fursy i od 2010 w FK Putriwka. W 2014 roku został piłkarzem klubu Kołosu Kowaliwka, który po wygraniu rozgrywek na poziomie amatorskim awansował do poziomu profesjonalnego. Latem 2018 roku zakończył karierę piłkarza.

## Kariera trenerska
Latem 2018 roku po zakończeniu kariery piłkarza otrzymał propozycję pracy na stanowisku asystenta głównego trenera Kołosu Kowaliwka. Wcześniej jeszcze będąc piłkarzem prowadził amatorski FK Putriwka. Na początku listopada 2021 pełnił funkcję głównego trenera, a 28 listopada 2021 roku objął stanowisko głównego trenera klubu.

## Sukcesy

### Sukcesy klubowe
- mistrz Pierwszej ligi Ukrainy: 2002/03, 2005/06
- brązowy medalista Pierwszej ligi Ukrainy: 2007/08
- wicemistrz Ukrainy wśród amatorów: 2011